# 1977 en jeu
Chronologie du jeu
- 1973
- 1974
- 1975
- 1976
- 1977
- 1978
- 1979
- 1980
- 1981

Cet article présente les faits marquants de l'année 1977 concernant le jeu.

## Évènements

### Compétitions
- 29 octobre : le Japonais Hiroshi Inoue remporte le Ier championnat du monde d’Othello à Tokyo.